# 1988
1988 (MCMLXXXVIII) var ett skottår som började en fredag i den gregorianska kalendern.

## Händelser

### Januari
- 1 januari – Svenska verkstadsföretaget Asea går ihop med schweiziska Brown Boveri och skapar internationella storkoncernen ABB.[1]
- 14 januari – Den första hjärttransplantationen med en svensk donator genomförs vid Sahlgrenska Universitetssjukhuset.
- 18 januari
  - 108 personer omkommer då ett kinesiskt inrikesflygplan störtar utanför Chongqing.[2]
  - 42 300 svenska SIF-anställda går ut i strejk, vilket lamslår flera exportindustrier. Sveriges verkstadsförening svarar med lockout av 50 000 SIF-are.[3]
- 22 januari – Stig Larsson utses till ny generaldirektör för SJ.[4]
- 24 januari – Över 90 personer omkommer vid en tågurspårning i Kina.[2]
- 25 januari – Förundersökningen mot Bofors för mutbrott läggs ned i brist på bevis.[5]

Australien 200 år.

- 26 januari – Australien firar 200-årsjubileum med en båtparad i Sydneys hamn.
- 28 januari – I Nicaragua inleds förhandlingar mellan regeringen och Contrasgerillan.[6]

### Februari

De 15:e Olympiska vinterspelen hölls i Calgary, Kanada.

- 6 februari – Det svenska politiska partiet Sverigedemokraterna bildas. Medlemstidningen heter SD-Kuriren.
- 8 februari – Michail Gorbatjov meddelar att Sovjetunionen från maj 1988 kan dra tillbaka sina soldater från Afghanistan.[7]
- 13 februari
  - De 15:e olympiska vinterspelen invigs i Calgary, Kanada, med deltagare från 57 länder på plats.[1]
  - En uppgörelse nås i SIF-konflikten.
- 27 februari – Sumgaitmassakern.
- 29 februari – I Sverige avslöjas FFV som olaglig vapenexportör. Granatgeväret Carl Gustaf samt ammunition hade sålts till stater som deltagit i krig, bland andra Israel, i strid mot de svenska vapenexportlagarna.[4]

### Mars

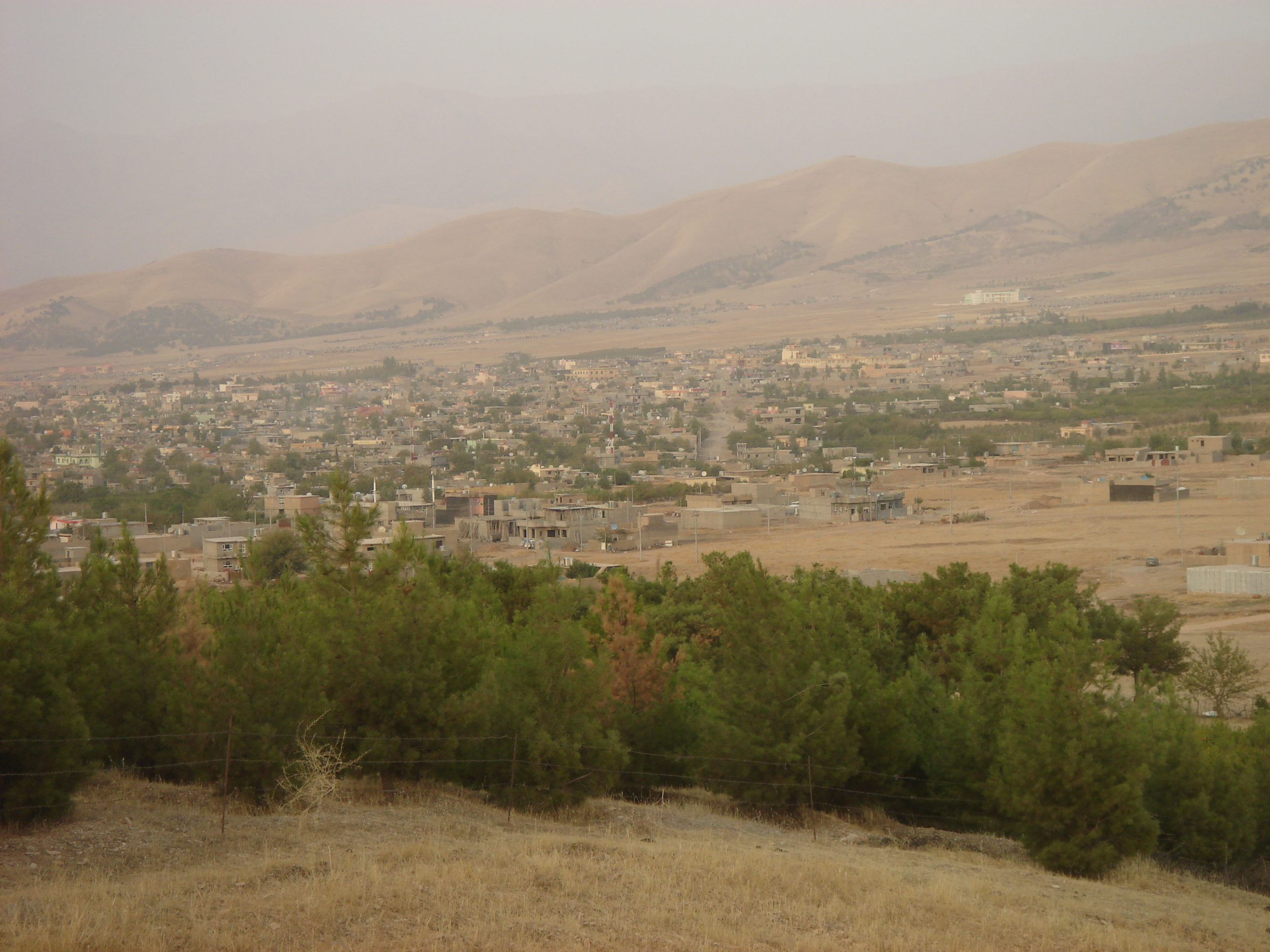
Gasattacken i Halabja.

- Mars–april – USA skickar 1 000 soldater till Panama.[8]
- 6 mars – För första gången accepterar tävlingsledningen i Vasaloppet delad seger, då bröderna Anders och Örjan passerar mållinjen samtidigt med kranskullan på axlarna.[1]
- 8 mars – Den uppmärksammade styckmordsrättegången, där två svenska läkare dömts för mord på prostituerade Catrine da Costa, måste göras om sedan flera av nämndemännen uttalat sig i Aftonbladet. Läkarna försätts på fri fot och frias senare från mord men förklaras skyldiga till styckningen.[7]
- 16 mars – Irakiska regeringsstyrkor utför en kemisk gasattack mot den kurdiska staden Halabja. Omkring 5 000 kurder dödas och 70 000 såras.[7]
- 24 mars – Vapenvila sluts i Nicaragua.[6]
- 27 mars – Donaus fördämningar brister i Bayern, Västtyskland. Flera städer, bland andra Köln, svämmar över och stora markområden förstörs.[9]

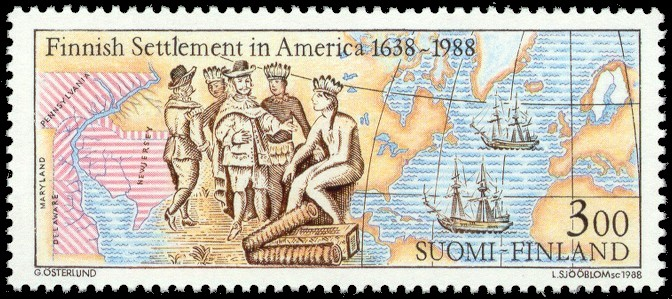
Finska frimärket i samutgåvan.

- 29 mars – Samutgåva av minnesfrimärke i Sverige, Finland och USA till 350-årsjubileet av kolonin Nya Sveriges grundande.
- 30 mars – Sveriges riksdags andre vice talman, folkpartisten Karl Erik Eriksson, lämnar alla politiska uppdrag med omedelbar verkan då han blivit dömd för bokföringsbrott samt försvårande av skattebrott i sitt auktionsföretag.
- Mars – Tjejvasan, en kortare distans av Vasaloppet för bara kvinnliga deltagare, arrangeras för första gången.

### April
- 1 april – Sverige gör bilbältet till lag även för barn under 15 år.[10]
- 6 april – En socialtjänsteman dödas och tre personer skadas när en man som upprörts av ett adoptionsärende öppnar eld på länsstyrelsen i Gävle.[3]
- 8 april – En "folkstorm" utbryter efter första avsnittet av SVT2:s lättsamma sexualprogram Fräcka fredag. [3]
- 9 april – Michail Gorbatjov uppmanar PLO att erkänna Israel.[6]
- 14 april
  - Sovjetunionen lovar dra tillbaka alla sina styrkor från Afghanistan inom det närmaste året.
  - Svenska Postverkets generaldirektör Bertil Zachrisson avgår då det avslöjats att han beslutat om ombyggnad av ett Postens hus där han skulle få en paradvåning. Ulf Dahlsten utses till efterträdare.[4]
- 16 april – Studio Ghiblis animerade långfilm Min granne Totoro har premiär i Japan.
- 18 april – Sverige och Sovjetunionen sluter avtal om gränsdragningen i Östersjön.[5]
- 19 april – USA utför militära operationer i Persiska viken.[8]
- 25 april
  - 8 personer dödas och ett 70-tal skadas då ett expresståg i Danmark spårar ur utanför Sorø.[2]
  - John Demjanjuk, anklagad för att ha varit lägervakt i Treblinka under andra världskriget, döms till döden i Israel.
- 27 april – I Forsmarks kärnkraftverk öppnas ett slutförvaringslager för låg- och medelaktivt kärnbränsle. Det skall användas fram till 2030, och sedan förslutas för all framtid.[4]

### Maj
- 6 maj – SJ ombildas och får ansvar för trafiken, medan nybildade Banverket ansvarar för underhåll av järnvägsnätet.[4]
- 4 maj – Enligt en rapport har antalet svenska familjer med förmögenheter på över 100 miljoner kronor under sex år vuxit från 28 till 163, samtidigt som Sverige har 23 miljardärer.[3]
- 15 maj – Sovjetunionen påbörjar utmarsch ur Afghanistan efter drygt åtta års militär närvaro.[1]
- 23 maj – Bille Augusts film Pelle Erövraren vinner Guldpalmen vid filmfestivalen i Cannes.[7]
- 24 maj – Boris Jeltsin utesluts ur Sovjetunionens högsta sovjet.[6]
- 26 maj – Omfattande säldöd konstateras i Kattegatt. Över hälften av den svenska sälstammen dör efter att ha drabbats av en virussjukdom [3].
- 29 maj – USA:s president Ronald Reagan och hans hustru Nancy besöker Moskva och tas emot av Michail Gorbatjov och hans hustru Raisa.[1]
- 30 maj – Det framkommer att 17 000 ton tunnor med kvicksilverhaltigt avfall sänktes i trakterna kring Sundsvall, Sverige under 1960-talet. Att bärga de rostande tunnorna anses dock för riskabelt.[9]

### Juni
- 1 juni – Ebbe Carlsson-affären inleds då en privat spaningsgrupp i Palmeutredningen under ledning av Ebbe Carlsson [3] tillsammans med Hans Holmér avslöjas [7] av Expressen.
- 5 juni
  - Ebbe Carlsson-affären: Det framkommer att justitieminister Anna-Greta Leijon skrivit ett introduktionsbrev till den engelska underrättelsetjänsten där Ebbe Carlsson sägs handla på Leijons uppdrag [5].
  - Svensken Mats Wilander vinner franska öppna tennismästerskapen för tredje gången [1].
- 7 juni – Ebbe Carlsson-affären: Anna-Greta Leijon avgår som Sveriges justitieminister då hon brustit i omdöme och understött bokförläggaren Ebbe Carlssons privatspaningar efter Olof Palmes mördare [1] med rekommendationsbrev.[3]
- 14 juni – Lillemor Arvidsson blir ordförande för Svenska Kommunalarbetareförbundet och därmed den första kvinnliga förbundsordföranden inom LO [1].
- 17 juni – Finlands regering beslutar att öka flyktingmottagandet från 200 personer 1987 till totalt 300 under 1988 [1].
- 23 juni – Dåvarande verkställande direktören för företaget Letab i Lesjöfors, Sverige åtalas för miljöbrott då företaget 1968 skall ha släppt ut sköljvatten med rester av saltsyra i Lesjöälven [9].
- 27 juni – 56 personer omkommer och 57 skadas då ett pendeltåg kör in i ett stillastående tåg vid Gare du Lyon i Paris.[2]

### Juli

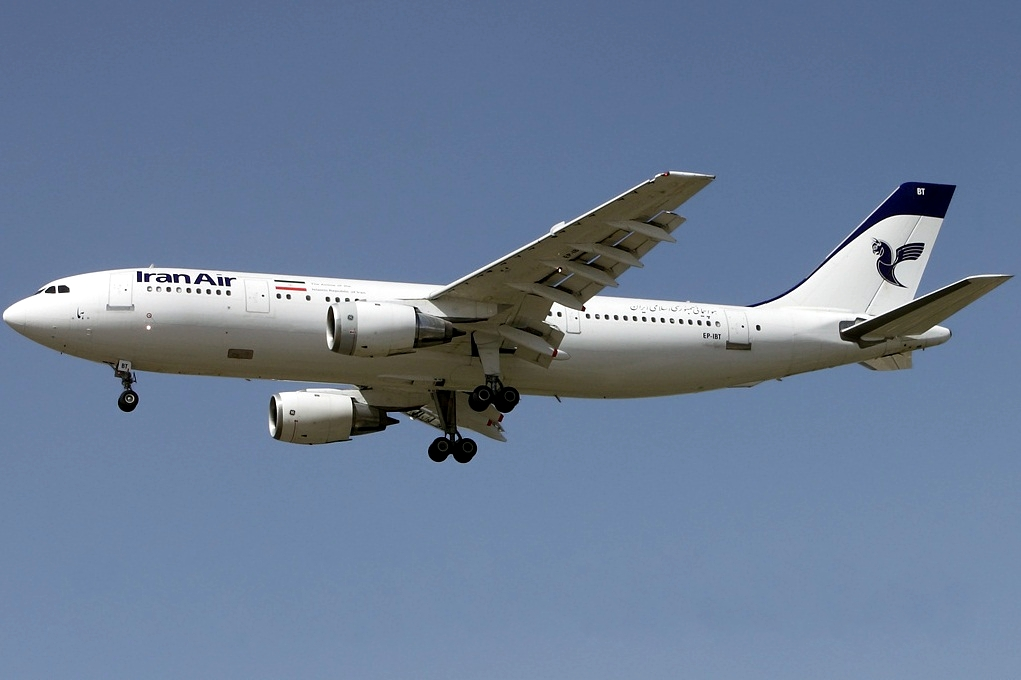
Iran Air Flight 655, ett civilt passagerarflygplan, skjuts ner av den amerikanska kryssaren, då fartygsbefälet misstagit flygplanet för fientligt stridsflygplan. Samtliga 290 personer i flygplanet dödas.

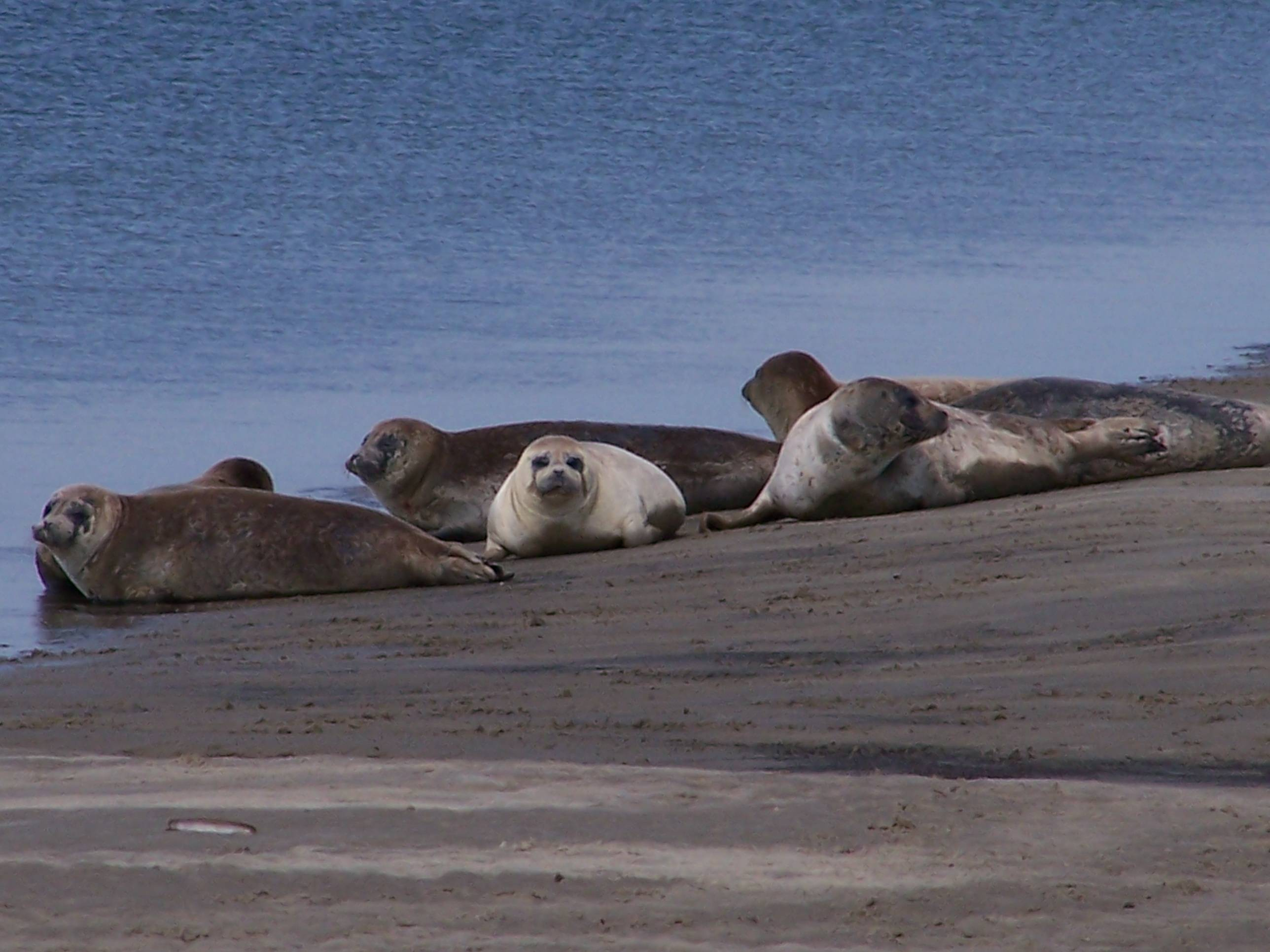
Säldöden 1988.

- Juli – Säldöd angriper knubbsälarna runt Sverige. På Hallands Väderö dör halva sälkolonin, drygt 200 djur.[9]
- 1 juli – Sverige förbjuder brukande av narkotika.[11]
- 3 juli
  - Åmselemorden: Ett äkta par och deras 15-årige son skjuts till döds på kyrkogården i Åmsele i Västerbotten av Juha Valjakkala i sällskap med dennes flickvän Marita Routalammi.[1] Efter en intensiv jakt grips paret den 10 juli på centralstationen i Odense, Danmark.[7]
  - Iran Air Flight 655, ett civilt passagerarflygplan, skjuts ner av den amerikanska kryssaren USS Vincennes, då fartygsbefälet misstagit flygplanet för fientligt stridsflygplan. Samtliga 290 personer i flygplanet dödas.[2]
- 4 juli – Svensken Stefan Edberg vinner Wimbledonturneringens final och blir förste svenske singelmästaren i turneringen sedan 1980.[3]
- 6 juli – 167 personer omkommer då en oljeplattform i Nordsjön exploderar.[2]
- 8 juli – Under styckmordsrättegången frikänner Stockholms tingsrätt den så kallade "obducenten" och "allmänläkaren" för mordet på Catrine da Costa 1984 då båda anses skyldiga till styckningen av kroppen men brottet har preskriberats.[4]

- 14 juli – USA utför militära operationer i Persiska viken.[8]
- 15 juli – Första fallet av senaste tidens säldöd i vatten runt Sverige konstateras i Östersjön.[9]
- 27 juli – Konstitutionsutskottet (KU) inleder en serie TV-sända utfrågningar av de inblandade i Ebbe Carlsson-affären.[3]
- 31 juli – Jordanien ger upp sina anspråk på Västbanken.[12]

### Augusti

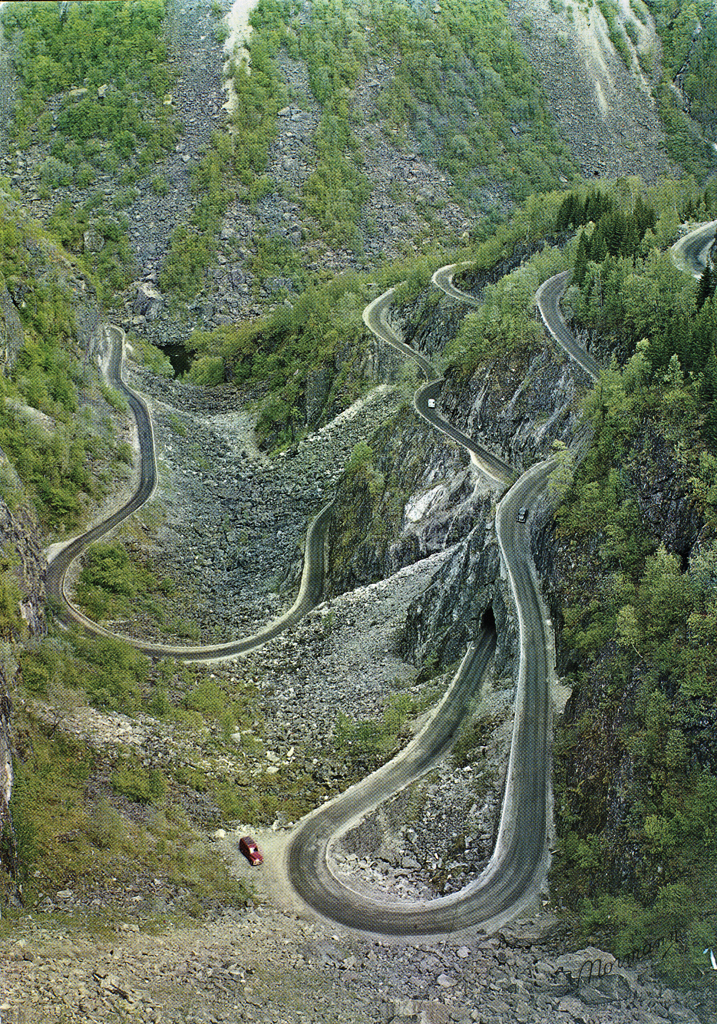
Måbødalolyckan.

- 6 augusti – Skyfall översvämmar delar av Sudan. Stora områden längs Nilen förklaras som katastrofområde, och Sudan ber om internationell hjälp [9].
- 7 augusti – Iran och Irak enas om vapenstillestånd efter åtta års krig [1].
- 9 augusti – Badförbud införs i Mellbystrand, Sverige efter höga bakteriehalter i vattnet. Stränderna i Råå och Höganäs har redan stängts av samma skäl.[9].
- 15 augusti – Måbødalolyckan: 12 svenska barn och tre vuxna omkommer då bussen de färdas i på en skolresa genom Norge rammar en tunnelvägg vid Hardangervidda.[1] Skolbarnen kommer från Kista utanför Stockholm.[7]
- 20 augusti – Vapenvila i Iran–Irak-kriget [6].
- 24 augusti – Hasse Tellemar meddelar att han ska gå i pension och nya får ta över radioprogrammet Ring så spelar vi vid årsskiftet, ett program som hörts i etern sedan 1969.[4]
- 25 augusti – Fredssamtal i Iran–Irak-kriget inleds mellan Iran och Irak [6].
- 27 augusti – 7 personer dödas vid en trafikolycka väster om Ystad, Sverige.
- 28 augusti
  - 2 piloter och 70 åskådare omkommer och 100-tals personer skadas då en flygolycka inträffar under uppvisningar på Ramstein Air Base i Västtyskland [2].
  - Säldöden i Kattegatt visar sig bero på ett virus och inte på miljöutsläpp, vilket har hävdats i den svenska valrörelsen.[3] Viruset isoleras.[9]

### September

De 24:e Olympiska sommarspelen hölls i Seoul, Sydkorea.

- 1 september – KU i Sverige klandrar Anna-Greta Leijon för hennes agerande i Ebbe Carlsson-affären.[5]
- 12 september – Mats Wilander, Sverige vinner herrsingeln vid US Open i tennis efter finalseger mot Ivan Lendl, Tjeckoslovakien[1] och rankas nu som tennisens världsetta.

- 18 september

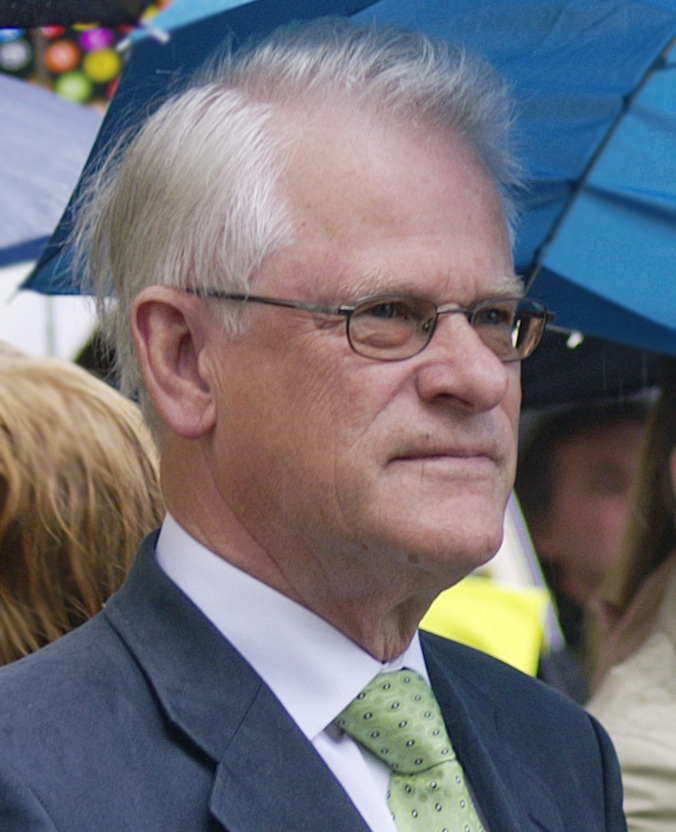
Riksdagsval i Sverige.

  - I det svenska riksdagsvalet får riksdagen för första gången sex partier, och sitt första nya parti på drygt 60 år, då Miljöpartiet tar plats med 20 mandat[1] och 5,5 % av rösterna.[3] SAP fortsätter regera Sverige med stöd från VPK.[7]
  - Vid en folkomröstning säger invånarna i Sjöbo kommun med cirka 70 % nej till flyktingmottagande.[4]
  - Sverigedemokraterna får vid sitt första begångna riksdagsval 1 118 avlagda röster (0,02 %).
- 24 september – Ben Johnson, Kanada vinner 100-metersfinalen vid olympiska sommarspelen i Seoul[7] före Carl Lewis, USA och Linford Christie, Storbritannien.
- 26 september – Pågående olympiska sommarspelen i Seoul drabbas av stor skandal då det framkommer att kanadensiske löparen Ben Johnson dopat sig på 100-metersfinalen, som han vann på världsrekordtid. Johnson tvingas lämna ifrån sig guldmedaljen.[1]
- 27 september – Centrala delar av Trelleborg, Sverige spärras av då styrengas läcker ut från ett norskt fartyg.[9]

### Oktober

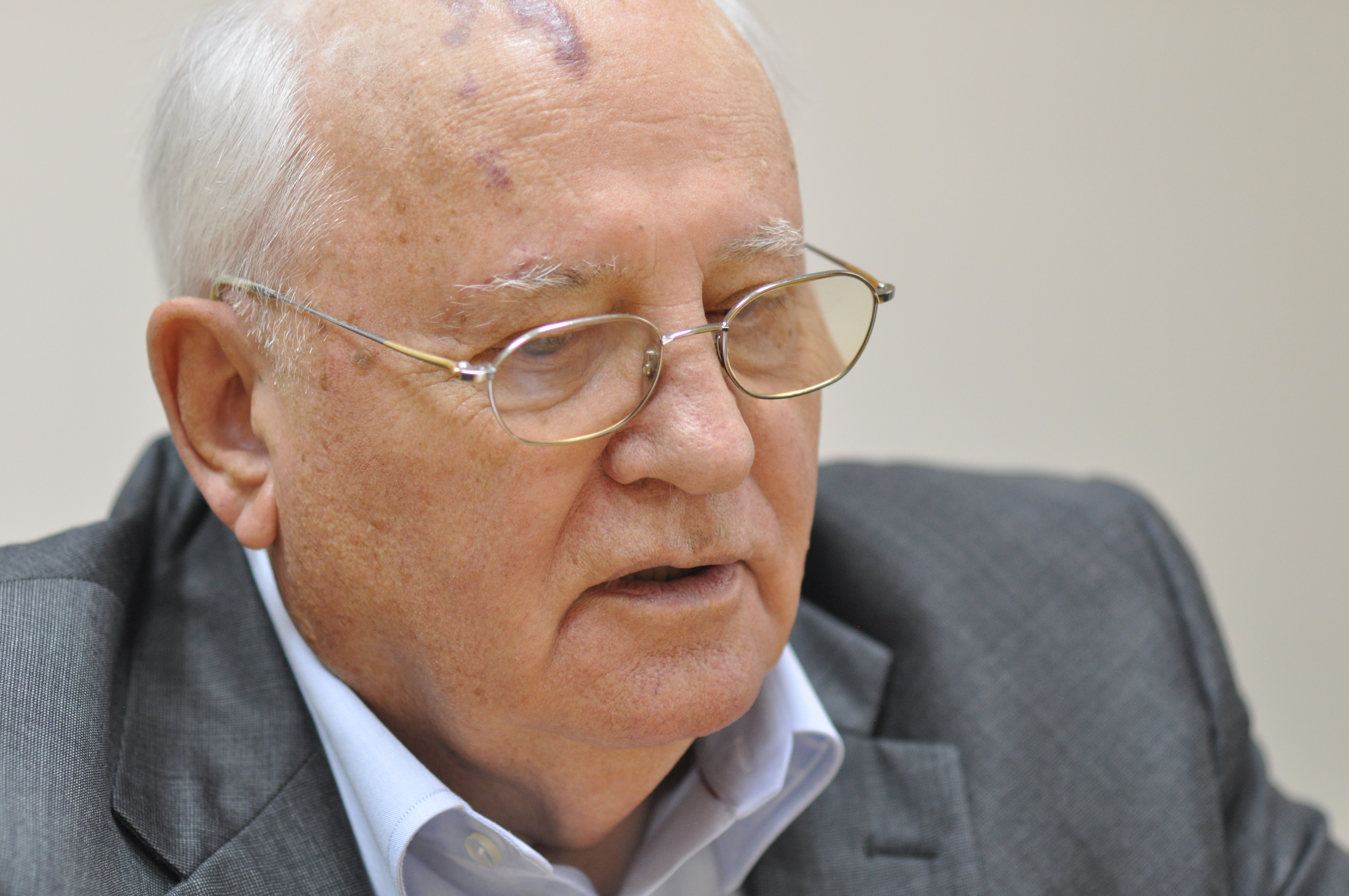
Michail Gorbatjov blir Sovjetunionens president.

- 1 oktober – Michail Gorbatjov väljs till Sovjetunionens president.[6]
- 5 oktober – I en folkomröstning i Chile om Pinochets framtid vid makten vinner nej-sidan med 56 % av rösterna, vilket leder till att demokratin återinförs i landet.
- 17 oktober – Justitiekanslern kräver den svenske rikspolischefen Nils Erik Åhmanssons avgång med anledning av Ebbe Carlsson-affären.[5]
- 11 oktober – 2 personer omkommer då ett skolflygplan störtar vid Älmhult, Sverige [2].
- 19 oktober – Den svenske rikspolischefen Nils Erik Åhmansson begär avsked då han kritiserats hårt för sin tjänsteutövning i Ebbe Carlsson-affären. Han efterträds av Tullverkets tidigare generaldirektör Björn Ericsson, som saknar polisiär och juridisk utbildning [4].
- 30 oktober – Philip Morris köper Kraft Foods för 13,1 miljarder US$.[13]

### November

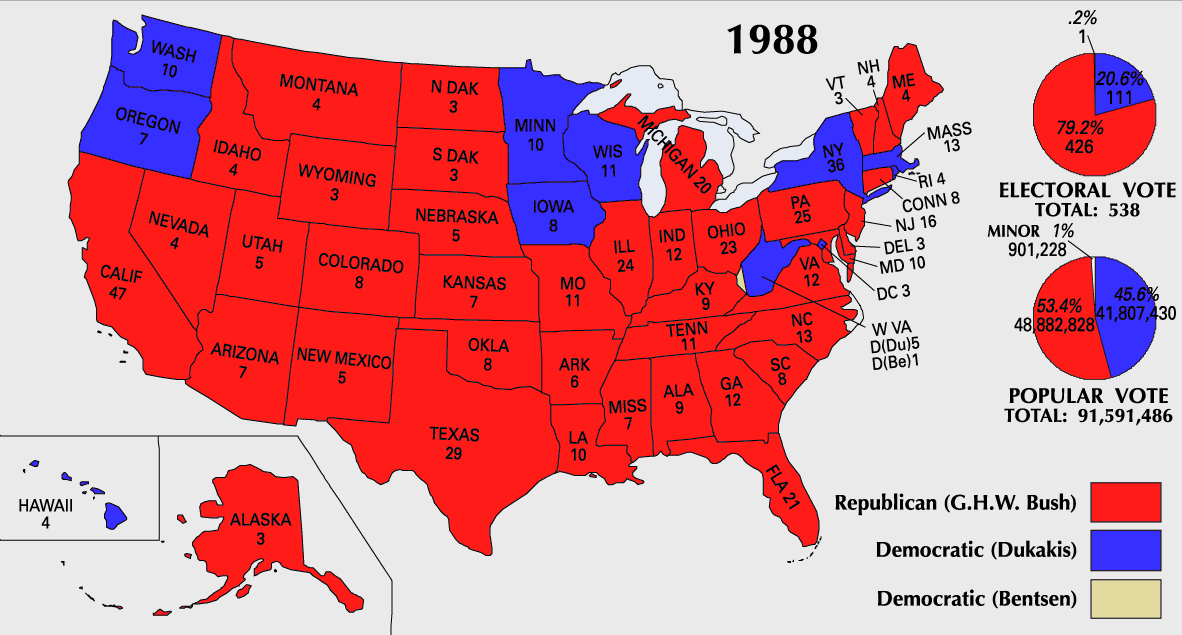
Presidentval i USA.

- 8 november – Republikanen George H.W. Bush vinner presidentvalet i USA [1] före demokraten Michael Dukakis.
- 14 november – PLO erkänner Israel.[6]
- 23 november
  - Sveriges finansminister Kjell-Olof Feldt presenterar århundradets skattereform, som skall befria 90 % av inkomsttagarna från statsskatt och ge högst 50 % i marginalskatt.[1]
  - Nils Dardels Den döende dandyn ropas in för 13 miljoner SEK och blir därmed Sveriges dyraste målning genom tiderna [3].
- 30 november – I Sverige utbryter oroligheter under högtidlighållandet av Karl XII:s dödsdag, och polis måste utposteras vid flera statyer av Karl XII. Under Karl XII-firandet i Lund grips 10 personer.[14]

### December
- 1 december – Benazir Bhutto utses till Pakistans premiärminister [7], och blir därmed den första kvinnliga regeringschefen i ett muslimskt land [7].
- 4 december – Sverok, Sveriges roll- och konfliktspelsförbund, bildas.
- 7 december – 25 000 personer omkommer vid ett jordskalv i Spitak, Armeniska SSR, Sovjetunionen [15]
- 9 december – Den första provflygningen med JAS 39 Gripen äger rum [5].
- 12 december – Ett 30-tal omkommer och över 70 skadas då tre tåg krockar i London, England, Storbritannien [2].
- 14 december – En 41-årig Sollentunabo, Christer Pettersson, tidigare dömd våldsbrottsling, anhålls för mordet på Olof Palme och häktas.[3]
- 21 december – Lockerbieattentatet: 270 personer dödas när ett Pan Am-jumbojetflygplan sprängs i luften över Lockerbie, Skottland.[7] Den svenske FN-kommissarien Bernt Carlsson finns med bland de omkomna [4], vilka är 259 i flygplanet och 11 på marken .

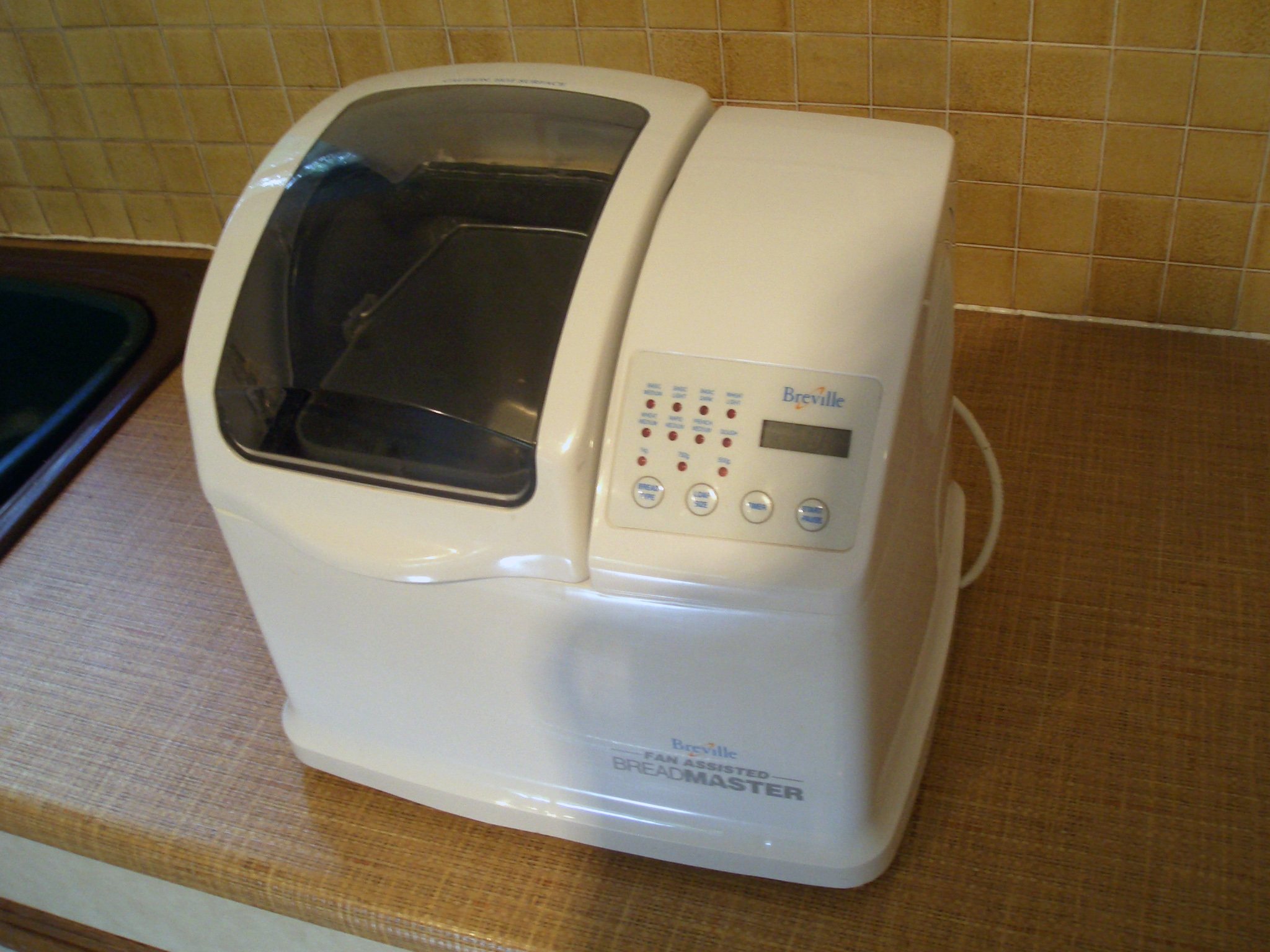
Bakmaskin.

- 24 december – Bakmaskinen är "årets julklapp" i Sverige då utmärkelsen instiftas [16].
- December – Sveriges utrikesminister Sten Andersson sammanför representanter för PLO och USA för att inleda förhandlingar i Palestinafrågan.

### Okänt datum
- FN:s narkotikabrottskonvention antas [11].
- 120 vagnar i Stockholms tunnelbana vandaliseras i vagndepå med sprejfärg av ungdomar [3] under en natt.
- SJ tillverkade sista Rc-loket av ASEA
- Centern i Sjöbo kommun har inför svenska riksdagsvalet samarbetat med fascistiska Nysvenska rörelsen [3].
- Debatt utbryter i Sverige då Sveriges högsta domstol dömer en lärare som tagit grepp om nacken på elev för ringa misshandel [3].
- I Storbritannien slås Liberal Party ihop med Social Democratic Party till Social and Liberal Democrats
- De borgerliga partiernas grupp för avvecklandet av löntagarfonderna presenterar ett nytt avvecklingsförslag.
- Dalai Lama besöker Sverige.
- Ericsson får sin första order på ett GSM-system för mobiltelefoni.
- Den svenska oljeskatten höjs.
- Stora AB köper Swedish Match för 6 miljarder SEK i dittills största svenska börsaffären [3].
- Sveriges villaägare protesterar då oljeskatten höjs med 200 SEK per kubikmeter.
- Volvo rapporterar rekordvinst för 1987 på 8,7 miljarder SEK.
- Amerikanska TV-bolaget ABC direktsänder sitt TV-morgonprogram "Good Morning America" från Stockholm, Sverige under en vecka [3].
- I Sverige träder Äktenskapsbalken i kraft [17].
- Läkemedelsföretaget Astra får patent på sin storsäljande magmedicin, Losec.
- Bygg- och fastighetskoncernen NCC bildas genom sammanslagning av byggföretagen ABV och JCC.
- Den svenska så kallade "valpskatten" (uppkallad efter "finansvalparna") införs. Det är en särskild omsättningsskatt på värdepapper.
- I Sovjetunionen firar man 1000-årsminnet av Ryska rikets grundande.
- Skara firar 1000 år som stad.
- Sveriges riksdag beslutar att förbjuda all tobaksreklam i Sverige [3].
- 700 jobb försvinner då Ericsson lägger ner sin telefontillverkning i Sverige [3].

## Födda

### Första kvartalet

#### Januari
- 7 januari – Robert Sheehan, irländsk skådespelare.
- 10 januari – Peter Meijer, amerikansk republikansk politiker.
- 12 januari – Claude Giroux, kanadensisk ishockeyspelare.
- 16 januari – Nicklas Bendtner, dansk fotbollsspelare.

#### Februari
- 9 februari – Lotte Friis, dansk simmare.
- 17 februari – Natascha Kampusch, österrikiskt kidnappningsoffer.
- 20 februari
  - Rihanna, barbadisk sångerska.
  - Josefine Jinder, svensk popsångerska, låtskrivare och musikproducent.

#### Mars
- 10 mars – Ivan Rakitić, kroatisk fotbollsspelare.
- 12 mars – Pavlo Lapsjyn, ukrainsk vit-makt terrorist.
- 25 mars – Adam Pålsson, svensk skådespelare.
- 27 mars
  - Jessie J, brittisk sångerska.
  - Brenda Song, amerikansk skådespelare.

### Andra kvartalet

#### April
- 10 april – Haley Joel Osment, amerikansk skådespelare.
- 12 april – Pierre Bengtsson, svensk fotbollsspelare.
- 16 april – Petar Muslim, kroatisk vattenpolospelare.
- 18 april – Vanessa Kirby, brittisk skådespelare.
- 23 april – Victor Anichebe, nigeriansk fotbollsspelare.
- 26 april – Xiao He, svensk arkitekt.

#### Maj
- 5 maj – Adele, brittisk sångerska.
- 29 maj – Tobin Heath, amerikansk fotbollsspelare.

#### Juni
- 2 juni – Sergio Agüero, argentinsk fotbollsspelare.
- 4 juni – Marie Gluesenkamp Perez, amerikansk demokratisk politiker, kongressledamot 2023–.
- 7 juni – Michael Cera, kanadensisk skådespelare.
- 17 juni – Stephanie Rice, australisk simmare.
- 23 juni – Jasmine Kara, svensk sångerska.
- 25 juni – Therese Johaug, norsk längdskidåkare.
- 29 juni – Éver Banega, argentinsk fotbollsspelare.

### Tredje kvartalet

#### Juli
- 16 juli – Sergio Busquets, spansk fotbollsspelare.

#### Augusti
- 4 augusti – Kelley O'Hara, amerikansk fotbollsspelare.
- 9 augusti – Willian, brasiliansk fotbollsspelare.
- 12 augusti – Tyson Fury, brittisk boxare.
- 21 augusti – Robert Lewandowski, polsk fotbollsspelare.
- 24 augusti – Rupert Grint, brittisk skådespelare.

#### September
- 3 september – Jérôme Boateng, tysk fotbollsspelare.
- 12 september – Amanda Jenssen, svensk sångerska.
- 26 september – Kiira Korpi, finländsk konståkare.

### Fjärde kvartalet

#### Oktober
- 3 oktober
  - ASAP Rocky, amerikansk rappare.
  - Alicia Vikander, svensk skådespelare.
- 15 oktober – Mesut Özil, tysk fotbollsspelare.

#### November
- 6 november – Emma Stone, amerikansk skådespelare.
- 7 november – Elsa Hosk, svensk fotomodell.
- 12 november – Russell Westbrook, amerikansk basketspelare.

#### December
- 1 december – Zoë Kravitz, amerikansk skådespelare.
- 2 december – Alfred Enoch, brittisk-brasiliansk skådespelare.
- 14 december – Vanessa Hudgens, amerikansk skådespelare och sångerska.
- 16 december – Mats Hummels, tysk fotbollsspelare.
- 17 december – Yann Sommer, schweizisk fotbollsmålvakt.
- 19 december – Alexis Sánchez, chilensk fotbollsspelare.
- 29 december – Christen Press, amerikansk fotbollsspelare.

## Avlidna

### Första kvartalet

#### Januari
- 5 januari – Gunnar Engellau, 80, chef för Volvo.
- 7 januari – Trevor Howard, 74, brittisk skådespelare.
- 13 januari – Chiang Ching-kuo, 77, kinesisk politiker, Taiwans president 1978–1988.
- 14 januari – Georgij Malenkov, 86, sovjetisk politiker, Sovjetunionens premiärminister 1953–1955.
- 15 januari – Seán MacBride, 83, irländsk politiker, mottagare av Nobels fredspris 1974.
- 16 januari – Andrija Artuković, 88, kroatisk Ustaša-medlem och dömd krigsförbrytare.
- 28 januari – Klaus Fuchs, 76, tysk fysiker och spion.

#### Februari
- 6 februari – Carmen Polo y Martínez-Valdés, 87, hustru till Francisco Franco (Spaniens diktator 1939–1975)
- 15 februari – Richard Feynman, 69, amerikansk fysiker, nobelpristagare.
- 19 februari – Axel Ax:son Johnson, 77, svensk bergsingenjör och företagsledare.

#### Mars
- 1 mars – Signe Höjer, 91, svensk sjuksköterska, politiker och författare.
- 8 mars – Henryk Szeryng, 69, polsk violinist och kompositör.
- 9 mars – Kurt Georg Kiesinger, 83, tysk politiker, Västtysklands förbundskansler 1966–1969.
- 10 mars – Andy Gibb, 30, australisk sångare, medlem av The Bee Gees.
- 13 mars – John Holmes, 43, amerikansk porrskådespelare.
- 20 mars – Gil Evans, 75, kanadensisk jazzmusiker.
- 26 mars – Jan-Erik Garland, 82, svensk tecknare, känd under signaturen Rit-Ola [3].
- 30 mars – Edgar Faure, 79, fransk politiker och historiker.
- 31 mars – William McMahon, 80, australisk politiker, Australiens premiärminister 1971–1972.

### Andra kvartalet

#### April
- 12 april – Alan Paton, 85, sydafrikansk författare och politiker.
- 16 april – José Dolhelm, 43, fransk racerförare.
- 25 april – Valerie Solanas, 52, amerikansk författare och feministisk teoretiker.
- 27 april – Valerij Legasov, 51, sovjetisk kärnfysiker.

#### Maj
- 4 maj
  - Annalisa Forssberger, 81, svensk författare.
  - Stanley William Hayter, 86, brittisk konstnär.
- 8 maj – Robert A. Heinlein, 80, amerikansk författare.
- 11 maj – Kim Philby, 76, brittisk dubbelagent.
- 14 maj – Willem Drees, 101, nederländsk politiker, Nederländernas premiärminister 1948–1958.
- 25 maj – Ernst Ruska, 81, tysk fysiker, Nobelpristagare i fysik 1986.
- 27 maj – Hjördis Petterson, 79, svensk skådespelare.
- 30 maj – Ella Raines, 67, amerikansk skådespelare.
- 31 maj – Moltas Erikson, 55, svensk radioprofil, läkare och underhållare.

#### Juni
- 10 juni – Arthur Bishop, 35, amerikansk seriemördare.
- 11 juni – Giuseppe Saragat, 89, italiensk politiker, Italiens president 1964–1971.
- 25 juni – Hillel Slovak, 26, amerikansk gitarrist, medlem av Red Hot Chili Peppers.

### Tredje kvartalet

#### Juli
- 18 juli – Birger Kaipiainen, 73, finländsk formgivare och keramiker.
- 31 juli – Trinidad Silva, 39, amerikansk skådespelare.

#### Augusti
- 2 augusti – Raymond Carver, 50, amerikansk författare.
- 3 augusti – Kirsti Hurme, 72, finländsk skådespelare.
- 11 augusti – Anne Ramsey, 58, amerikansk skådespelare.
- 14 augusti – Enzo Ferrari, 90, italiensk bilkonstruktör.
- 17 augusti
  - Bruno Mathsson, 81, svensk möbelformgivare.
  - Mohammad Zia ul-Haq, 64, pakistansk militär och politiker, Pakistans president 1978–1988.
- 23 augusti – Toivo Tarjanne, 95, finländsk jurist och ämbetsman.

#### September
- 1 september – Luis Alvarez, 77, amerikansk fysiker, Nobelpristagare i fysik 1968.
- 12 september
  - Alan Bible, 78, amerikansk demokratisk politiker, senator 1954–1974.
  - Christian Kampmann, 49, dansk författare och journalist.
- 26 september – Bruce Haack, 57, kanadensisk musiker.

### Fjärde kvartalet

#### Oktober
- 3 oktober – Franz Josef Strauss, 73, tysk politiker.
- 6 oktober – Olavi Kares, 85, finländsk biskop.
- 9 oktober – Felix Wankel, 86, tysk ingenjör, uppfinnare av Wankel-motorn.
- 16 oktober – Kaarlo Wirilander, 80, finländsk historiker.
- 20 oktober – Mogens Wöldike, 91, dansk dirigent och organist.
- 31 oktober – John Houseman, 86, amerikansk manusförfattare och skådespelare.

#### November
- 9 november – John N. Mitchell, 75, amerikansk republikansk politiker, USA:s justitieminister 1969–1972.
- 12 november – Primo Conti, 88, italiensk målare (futurist).
- 19 november – Christina Onassis, 39, grekisk skeppsredare.
- 27 november – John Carradine, 82, amerikansk skådespelare.
- 29 november – Nils Bejerot, 67, svensk socialläkare och narkotikadebattör.[3]

#### December
- 1 december – J. Vernon McGee, 84, amerikansk teolog och radiopredikant.
- 4 december – Göran von Otter, 81, svensk diplomat.
- 5 december – Erik Lundin, 84, svensk schackspelare.
- 6 december
  - Timothy Patrick Murphy, 29, amerikansk skådespelare.
  - Roy Orbison, 52, amerikansk rockmusiker.
- 21 december
  - Nikolaas Tinbergen, 81, nederländsk etolog, Nobelpristagare i fysiologi eller medicin 1973.
  - Bernt Carlsson, 50, svensk politiker och diplomat.

## Nobelpris[18]
- Nobelpriset i fysik
  - Leon M Lederman, USA
  - Melvin Schwartz, USA
  - Jack Steinberger, USA
- Nobelpriset i kemi
  - Johann Deisenhofer, Västtyskland
  - Robert Huber, Västtyskland
  - Hartmut Michel, Västtyskland
- Nobelpriset i fysiologi eller medicin
  - Sir James W Black, Storbritannien
  - Gertrude B. Elion, USA
  - George H Hitchings, USA
- Nobelpriset i litteratur – Naguib Mahfouz, Egypten
- Nobels fredspris – Förenta Nationernas fredsbevarande styrkor
- Sveriges Riksbanks pris i ekonomisk vetenskap till Alfred Nobels minne – Maurice Allais, Frankrike

### Fotnoter
1. 1 2 3 4 5 6 7 8 9 10 11 12 13 14 15 16 17  20:e århundrades När Var Hur – 1988, Bernt Himmelstedt, Forum, 1999
2. 1 2 3 4 5 6 7 8 9  Faktakalendern 1996, Semic, 1995
3. 1 2 3 4 5 6 7 8 9 10 11 12 13 14 15 16 17 18 19 20 21 22  Hundra år i Sverige – 1988, Hans Dahlberg, Albert Bonniers, 1999
4. 1 2 3 4 5 6 7 8 9 10  Sverige 1900-talet – 1988, NE, Bra Böcker, 2000
5. 1 2 3 4 5 6  Faktakalendern 2000 – 1988 (Sverige), 1999
6. 1 2 3 4 5 6 7 8  Faktakalendern 2000 – 1988 (Utlandet), Semic, 1999
7. 1 2 3 4 5 6 7 8 9 10 11 12  100 år med Aftonbladet – 1988, 1999
8. 1 2 3  Grimmett, Richard F. (5 oktober 2004). ”Instances of Use of United States Armed Forces Abroad, 1798 – 2004”. Naval History and Heritage Command. https://www.history.navy.mil/research/library/online-reading-room/title-list-alphabetically/i/use-of-armed-forces-abroad-1798-2004.html.
9. 1 2 3 4 5 6 7 8 9  Faktakalendern 1997, Semic, 1996
10. ↑  ”Trafikrutan 13 februari 2009”. http://www.trafiknyktert.nu/visning/Trafikrutan_090213.pdf.[död länk]
11. 1 2  Narkotika
12. ↑  ”World Statesmen”. http://www.worldstatesmen.org/Palestinian_National_Authority.htm.
13. ↑  ”Kraft Accepts $13B Buyout by Philip Morris”. Arkiverad från originalet den 8 maj 2009. http://archive.is/2009.05.08-174346/http://search.boston.com/local/Search.do?s.sm.query=KRAFT+ACCEPTS+$13B+BUYOUT+BY+PHILIP+MORRIS+&s.tab=.The Boston Globe. läst 17 mars 2009.   8 maj 2009.
14. ↑  Hundra år i Sverige – En liten tid av överdåd: Kärnkraft och sälar, Hans Dahlberg, Albert Bonniers, 1999
15. ↑  Faktakalendern 2006, Semic, 2005
16. ↑  ”"Årets julklapp" i Sverige”. Arkiverad från originalet den 22 januari 2011. https://web.archive.org/web/20110122010717/http://www.hui.se/web/Arets_Julklapp.aspx.
17. ↑  Sverige 1900-talet – Gift, sambo, partner, särbo eller frånskild?, NE, Bra Böcker, 2000
18. ↑  ”Nobelpriset”. https://www.nobelprize.org/prizes/lists/all-nobel-prizes/. Läst 10 april 2011.